# Paradinha (futebol)

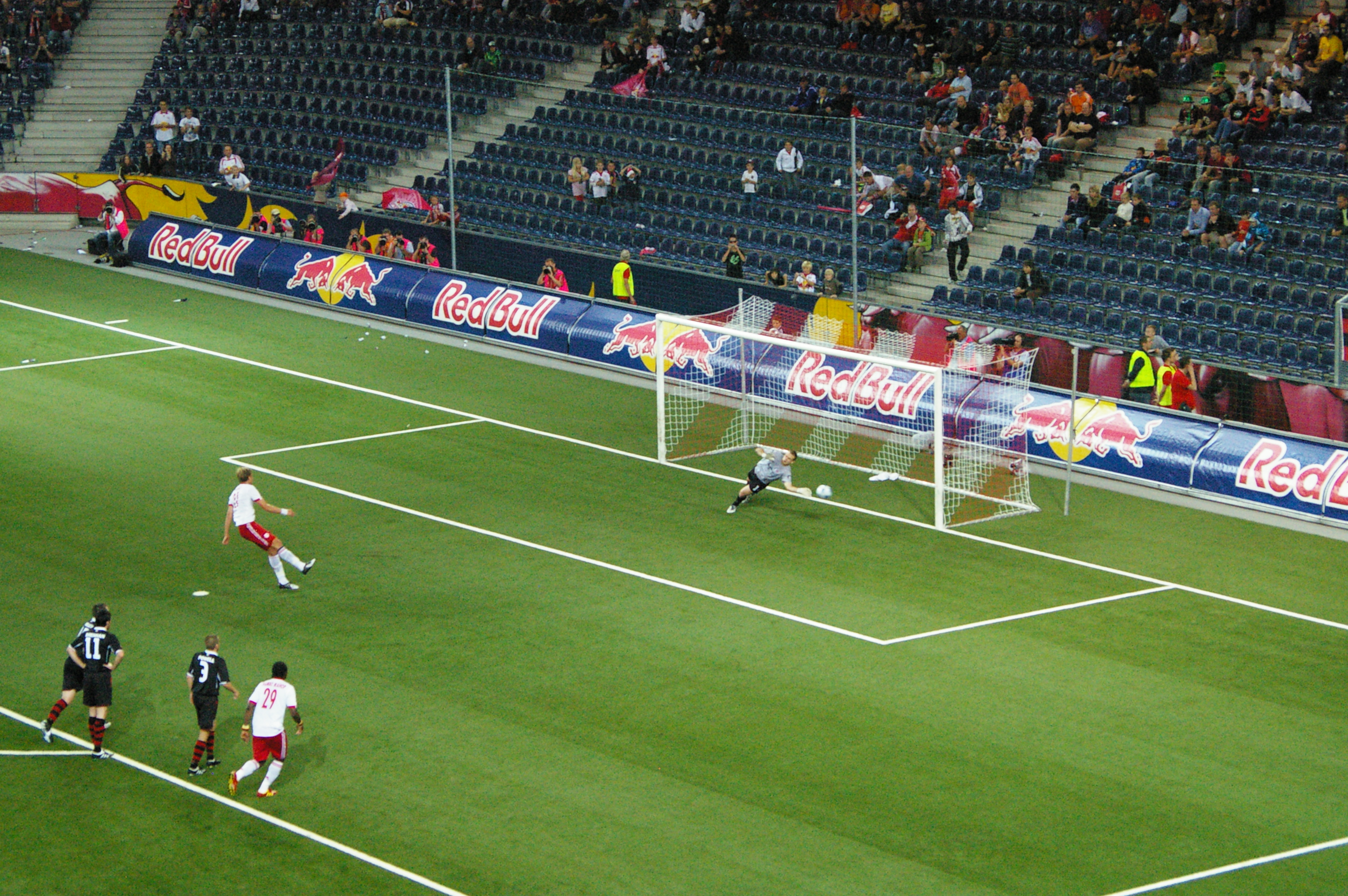
A partir de 2010, no momento do chute, a paradinha tornou-se uma infração

A paradinha no futebol é uma técnica efetuada ao bater um pênalti, em que o batedor simula o chute, mas não o conclui, enganando o goleiro e chutando em seguida.

## História
A paradinha foi criada no Brasil por Pelé, na década de 1960, enquanto observava alguns companheiros usando o artifício como brincadeira durante treinos do Santos e resolveu utilizá-lo na prática em um jogo oficial. Em um amistoso diante do argentino River Plate, em 1962, Pelé fez a paradinha em cobrança de pênalti, mas o árbitro Aurélio Bossolino invalidou o lance e marcou infração contra o time do Santos. 
Na época, a FIFA condenou a atitude do juiz, e a manobra passou a valer. Como quase ninguém utilizava, não gerou polêmica.
Segundo Pelé, porém, o inventor da jogada foi o Didi: "Quem inventou foi mesmo o Didi. Eu apenas copiei."
Retornou com força na década de 1990, quando alguns jogadores voltaram a aplicar a técnica na hora do pênalti. Em várias partes do mundo a técnica teve algum impacto, e a FIFA se pronunciou após a Copa de 98, na França. O artifício foi permitido, porém o goleiro também estava liberado para se movimentar em cima da linha do gol, antes da cobrança da penalidade.
No início de 2000, o assunto caiu novamente no esquecimento, pois poucos cobradores tinham a destreza de o fazer. Em 2010, a paradinha voltou aos gramados brasileiros, quando a FIFA resolveu proibi-la.

## Proibição em 2010
A paradinha deixou de ser permitida na Copa da África do Sul e em todos os outros campeonatos homologados pela FIFA a partir de 1 de junho de 2010. A nova regra da FIFA afirma que: ameaçar durante a corrida para cobrar um pênalti para confundir um oponente é permitido, mas ameaçar chutar a bola uma vez que o jogador completou a corrida é agora uma infração da lei número 14 e um ato antiesportivo pelo qual o jogador deve ser punido.
Os jogadores que fizerem a paradinha ilegal devem ser punidos com cartão amarelo, e a cobrança será anulada, se tiver sido convertida.

## Paradinhas famosas
- Na final da Liga dos Campeões da UEFA de 2007–08, na decisão inglesa por pênaltis, Cristiano Ronaldo, então no Manchester United, parou antes de bater, mas Petr Čech, do Chelsea, não caiu para canto algum. Ficou estático. Ronaldo se atrapalhou e errou a cobrança, com Čech defendendo.[2]